# Campionati europei di ginnastica ritmica 2023
I Campionati europei di ginnastica ritmica 2023 sono stati la 39ª edizione della competizione continentale. Si sono svolti a Baku, in Azerbaigian, dal 17 al 21 maggio.

## Nazioni partecipanti
- Andorra
- Austria
- Azerbaigian
- Belgio
- Bosnia ed Erzegovina
- Bulgaria
- Croazia
- Cipro
- Rep. Ceca
- Spagna
- Estonia
- Finlandia
- Francia
- Regno Unito
- Georgia
- Germania
- Grecia
- Ungheria
- Israele
- Italia
- Lettonia
- Lituania
- Lussemburgo
- Moldavia
- Montenegro
- Paesi Bassi
- Norvegia
- Polonia
- Portogallo
- Romania
- Slovenia
- San Marino
- Serbia
- Svizzera
- Slovacchia
- Svezia
- Turchia
- Ucraina

Aggiornato al 15 maggio

## Podi
| Evento                    | Oro | Punti   | Argento | Punti   | Bronzo | Punti   |
| Completo individuale      | Boryana Kaleyn | 131.000 | Sofia Raffaeli | 129.550 | Stiliana Nikolova | 129.500 |
| Cerchio                   | Viktoriia Onopriienko | 33.250  | Adi Asya Katz | 32.600  | Boryana Kaleyn | 32.250  |
| Palla                     | Sofia Raffaeli | 33.650  | Stiliana Nikolova | 33.350  | Zohra Aghamirova | 32.850  |
| Clavette                  | Sofia Raffaeli | 33.000  | Boryana Kaleyn | 32.650  | Ekaterina Vedeneeva | 31.700  |
| Nastro                    | Darja Varfolomeev | 32.250  | Eva Brezalieva | 31.600  | Stiliana Nikolova | 31.550  |
| Team event                | Bulgaria Boryana Kaleyn Stiliana Nikolova Eva Brezalieva Sofia Ivanova Kamelia Petrova Rachel Stoyanov Radina Tomova Zhenina Trashlieva | 324.500 | Ucraina Viktoriia Onopriienko Polina Karika Polina Horodnycha Yelizaveta Azza Diana Baieva Darina Duda Yeva Meleshchuk Anastasiia Voznyak Mariia Vysochanska | 311.800 | Israele Adi Asya Katz Daniela Munits Shani Bakanov Eliza Banchuk Adar Friedmann Romi Paritzki Ofir Shaham Diana Svertsov | 310.200 |
| Concorso a squadre senior | Bulgaria Sofia Ivanova Kamelia Petrova Rachel Stoyanov Radina Tomova Zhenina Trashlieva                                                 | 68.050  | Israele Shani Bakanov Eliza Banchuk Adar Friedmann Romi Paritzki Ofir Shaham Diana Svertsov                                                                  | 67.300  | Azerbaigian Gullu Aghalarzade Laman Alimuradova Kamilla Aliyeva Zeynab Hummatova Elizaveta Luzan Darja Sorokina          | 65.400  |
| 5 cerchi                  | Israele Shani Bakanov Eliza Banchuk Adar Friedmann Romi Paritzki Ofir Shaham Diana Svertsov                                             | 35.800  | Bulgaria Sofia Ivanova Kamelia Petrova Rachel Stoyanov Radina Tomova Zhenina Trashlieva                                                                      | 35.250  | Italia Martina Centofanti Alessia Maurelli Agnese Duranti Daniela Mogurean Laura Paris Alessia Russo                     | 34.950  |
| 3 nastri e 2 palle        | Azerbaigian Gullu Aghalarzade Laman Alimuradova Kamilla Aliyeva Zeynab Hummatova Elizaveta Luzan Darja Sorokina                         | 32.250  | Israele Shani Bakanov Eliza Banchuk Adar Friedmann Romi Paritzki Ofir Shaham Diana Svertsov                                                                  | 32.150  | Spagna Ana Arnau Inés Bergua Mireia Martínez Patricia Pérez Salma Solaun                                                 | 31.200  |
| Concorso a squadre junior | Israele Shelly Elguy Elinor Gerts Kseniya Kulyk Yuval Schulman Anat Shnaider Meital Maayam Sumkin                                       | 61.600  | Bulgaria Eva Emilova Vanesa Emilova Andrea Ivanova Krasimira Ivanova Gabriela Peeva Tsveteyoana Peycheva                                                     | 59.250  | Azerbaigian Madina Aslanova Ilaha Bahadirova Govhar Ibrahimova Sakinakhanim Ismayilzada Zahra Jafarova Ayan Sadigova     | 58.450  |
| 5 palle                   | Bulgaria Eva Emilova Vanesa Emilova Andrea Ivanova Krasimira Ivanova Gabriela Peeva Tsveteyoana Peycheva                                | 32.100  | Israele Shelly Elguy Elinor Gerts Kseniya Kulyk Yuval Schulman Anat Shnaider Meital Maayam Sumkin                                                            | 31.900  | Azerbaigian Madina Aslanova Ilaha Bahadirova Govhar Ibrahimova Sakinakhanim Ismayilzada Zahra Jafarova Ayan Sadigova     | 31.200  |
| 5 funi                    | Bulgaria Eva Emilova Vanesa Emilova Andrea Ivanova Krasimira Ivanova Gabriela Peeva Tsveteyoana Peycheva                                | 30.500  | Israele Shelly Elguy Elinor Gerts Kseniya Kulyk Yuval Schulman Anat Shnaider Meital Maayam Sumkin                                                            | 30.400  | Italia Virginia Cuttini Gaia D'Antona Elisa Dobrovolska Caterina Maltoni Cristina Ventura Bianka Vignozzi                | 29.550  |

## Medagliere
| Pos.   | Paese       | Oro | Argento | Bronzo | Totale |
| ------ | ----------- | --- | ------- | ------ | ------ |
| 1      | Bulgaria    | 5   | 5       | 3      | 13     |
| 2      | Israele     | 2   | 5       | 1      | 8      |
| 2      | Italia      | 2   | 1       | 2      | 5      |
| 3      | Ucraina     | 1   | 1       | 0      | 2      |
| 5      | Azerbaigian | 1   | 0       | 4      | 5      |
| 6      | Germania    | 1   | 0       | 0      | 1      |
| 7      | Slovenia    | 0   | 0       | 1      | 1      |
| 7      | Spagna      | 0   | 0       | 1      | 1      |
| Totale | Totale      | 12  | 12      | 12     | 36     |